# 维尔纳·迈尔
维尔纳·迈尔（德語：Werner Meyer，1914年5月30日—1985年9月10日），瑞士男子手球运动员。他曾代表瑞士参加1936年夏季奥林匹克运动会手球比赛，获得一枚铜牌，他在其中三场比赛有上场参赛。